# يزيد المفتي
يزيد عدنان المفتي (27 مارس 1953–) هو رجل أعمال أردني فلسطيني الأصل، حاصل على درجة البكالوريوس في إدارة الأعمال من الجامعة الأمريكية في بيروت. يشغل حالياً منصب رئيس مجلس إدارة بنك القاهرة عمان في مدينة رام الله منذ العام 2012، وهو رئيس هيئة مديري أوراق للإستثمار. عمل في القطاع المصرفي لأكثر من 37 عاماً تولى خلالها مناصب مختلفة في سيتي بنك - عمان خلال الأعوام (1978-1989)، ومنصب مدير عام بنك القاهرة عمان في الفترة (1989-2004)، وساهم في رئاسة وعضوية اللجان المنبثقة عن إدارة البنك العربي مثل لجنة التسهيلات، ونائب رئيس لجنة الاستراتيجيات، وعضواً في لجنة الحاكمية المؤسسية.

## مناصبه
يشغل المفتي العديد من المناصب في مجالس إدارة الشركات التالية:
- شركة الاتصالات الفلسطينية.

- شركة زارا للاستثمار القابضة.
- شركة الشرق الأوسط للتأمين.
- شركة الشرق الأوسط القابضة.
- مصرف الصفا/ فلسطين.